# NGC 3002
NGC 3002 је појединачна звезда у сазвежђу Велики медвед која се налази на NGC листи објеката дубоког неба.
Деклинација објекта је + 44° 3' 24" а ректасцензија 9h 48m 57,1s. Привидна величина (магнитуда) објекта NGC 3002 износи 11,8.